# Journal of Modern European History
Das dreisprachige – Deutsch, Englisch und Französisch – Journal of Modern European History (auch Zeitschrift für moderne europäische Geschichte sowie Revue d’histoire européenne contemporaine, kurz JMEH) versteht sich als dezidiert europäische geschichtswissenschaftliche Fachzeitschrift, die die zunehmende Internationalisierung auch der historischen Fachwissenschaft adressieren möchte.
Das Journal zur Geschichte Europas in der Moderne behandelt gleichsam Themen der west- wie osteuropäischen Geschichte.
Das international besetzte Herausgebergremium besteht aus Giulia Albanese, Andreas Eckert, Alexander Nützenadel, Miloš Rezník, Glenda Sluga, Christina von Hodenberg und Joachim von Puttkamer. Geschäftsführender Herausgeber ist Jörg Später. Dem Gremium gehören ferner Martin Conway, Sandra Dahlke, Beatrice de Graaf, Andreas Eckert, Stefanie Gänger, Robert Gerwarth, Sybille Steinbacher, Dietmar Süß, Henk te Velde und Roland Wenzlhuemer an.